# Filippo Bubbico
Fliippo Bubbico (né le 26 février 1954 à Montescaglioso) est un architecte et une personnalité politique italienne membre du parti Article 1er - Mouvement démocrate et progressiste depuis 2017, et sénateur de 2008 à 2018.
Il a été vice-ministre de l'Intérieur des gouvernements Letta, Renzi et Gentiloni de 2013 à 2017, et sous-secrétaire d'État du gouvernement Prodi II de 2006 à 2008.
De 2000 à 2005, il préside la région Basilicate.